# Sharlto Copley
Sharlto Copley (Pretória, 27 de novembro de 1973) é um produtor, ator e diretor sul-Africano. Copley é mais conhecido por interpretar Wikus Van Der Merwe no filme District 9, e por seu papel como o Rei Stefan em Malévola.

## Filmografia
| Ano  | Título                          | Papel               |
| ---- | ------------------------------- | ------------------- |
| 2006 | Yellow                          | Soldado             |
| 2006 | Alive in Joburg                 | Espião              |
| 2009 | Distrito 9                      | Wikus van der Merwe |
| 2010 | Wikus and Charlize              | Wikus van der Merwe |
| 2010 | Esquadrão Classe A              | Capitão HM Murdock  |
| 2013 | Europa Reportr                  | James Corrigan      |
| 2013 | Elysium                         | Kruger              |
| 2013 | Oldboy                          | Adrian Price        |
| 2013 | Open Grave                      | John                |
| 2014 | Malévola                        | Rei Stefan          |
| 2014 | The Snow Queen 2: The Snow King | Orm                 |
| 2015 | Chappie                         | Chappie             |
| 2015 | Hardcore Henry                  | Jimmy               |
| 2016 | The Hollars                     | Ron Hollar          |
| 2016 | Free Fire                       | Vernon              |
| 2017 | American Express                |                     |